# Nurit Peled-Elhanan
Nurit Peled-Elhanan (* 1949 Jeruzalém) je izraelská mírová aktivistka, filoložka, profesorka literární komparatistiky na Hebrejské univerzitě v Jeruzalémě.
V roce 2001 jí byla udělena Sacharovova cena za svobodu myšlení.